# Cerdocyonina
I cerdocionini (Cerdocyonina, Tedford et al., 2009) sono una sottotribù di canini che comprende specie indigene del Sud America. La monofilia di questo gruppo è stata confermata sia da studi morfologici che da analisi genetiche. Attualmente, sono riconosciuti 6 generi e 11 specie, rendendo i cerdocionini un gruppo molto diversificato.
Sebbene oggi i cerdocionini siano presenti esclusivamente in Sud America, la sottotribù ebbe origine in Nord America circa 4 milioni di anni fa, poco prima della formazione dell'Istmo di Panama. Questo evento geologico consentì ai cerdocionini di colonizzare il continente meridionale.
Alcune specie, come il maikong (Cerdocyon thous) e le licalopecie (pseudovolpi), vengono talvolta erroneamente chiamate "volpi". Tuttavia, queste specie sono filogeneticamente più vicine ai canidi lupini (come lupi e sciacalli) rispetto alle vere volpi (Vulpini).

## Storia evolutiva

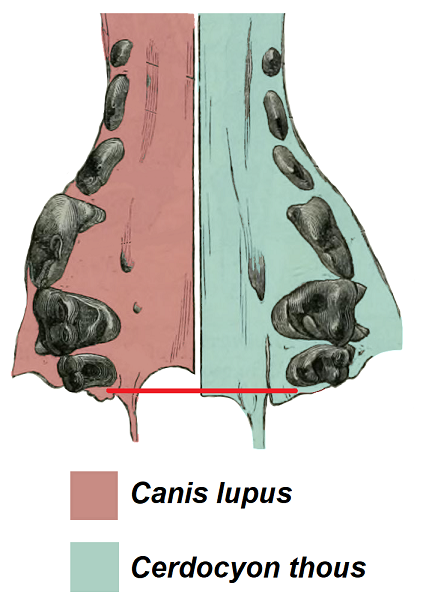
Parte ventrale dei crani di canide lupino e cerdocionino. Da notare come l'osso palatino si estende oltre la fila dentaria nel secondo.

La sottotribù dei cerdocionini ebbe origine probabilmente in America Centrale durante il Miocene superiore o il Pliocene inferiore, diversificandosi rapidamente nei generi Cerdocyon, Chrysocyon e l'ormai estinto Theriodictis. Si ritiene che l'ultimo antenato comune di tutti i generi attuali fosse simile all'odierno maikong (Cerdocyon thous).
I cerdocionini parteciparono al Grande Scambio Biotico Americano, colonizzando il Sud America attraverso il neonato Istmo di Panama durante il Pliocene medio. Una volta giunti in Sud America, si diversificarono in numerose specie, diventando i mammiferi carnivori più diversificati del continente. È probabile che abbiano fatto concorrenza ai marsupiali borienidi, i quali si estinsero poco dopo.
In Nord America, invece, i cerdocionini si estinsero probabilmente a causa della concorrenza con i canidi lupini, che erano meglio adattati agli ambienti settentrionali.
Circa 6,7 milioni di anni fa, il genere ormai estinto Dusicyon si separò dagli antenati del crisocione (Chrysocyon brachyurus) e colonizzò le isole Falkland, probabilmente attraversando una calotta di ghiaccio o trasportato casualmente su zattere di relitti.
Le licalopecie si separarono dalla stirpe del maikong circa 1-3 milioni di anni fa, con una prima diversificazione tra le specie odierne avvenuta circa un milione di anni fa. La specie più basale del genere è Lycalopex vetulus.
La seconda fase di diversificazione avvenne in Cile o Argentina, culminando con la separazione tra Lycalopex culpaeus e Lycalopex griseus, stimata tra 600000 e 350000 anni fa.
Questo albero filogenetico si basa su una filogenia proposta nel 2005, derivata dall'analisi del genoma mitocondriale delle specie odierne:
|  | Speoto                                                    |
|  |                                                           |
|  | \| \| Crisocione \| \| \| \| \| \| †Dusicione \| \| \| \| |
|  |                                                           |
|  | Crisocione                                                |
|  |                                                           |
|  | †Dusicione                                                |
|  |                                                           |

|  | Crisocione |
|  |            |
|  | †Dusicione |
|  |            |

|  | Atelocino                                               |
|  |                                                         |
|  | \| \| Maikong \| \| \| \| \| \| Licalopecie \| \| \| \| |
|  |                                                         |
|  | Maikong                                                 |
|  |                                                         |
|  | Licalopecie                                             |
|  |                                                         |

|  | Maikong     |
|  |             |
|  | Licalopecie |
|  |             |

|  | Speoto                                                    |
|  |                                                           |
|  | \| \| Crisocione \| \| \| \| \| \| †Dusicione \| \| \| \| |
|  |                                                           |
|  | Crisocione                                                |
|  |                                                           |
|  | †Dusicione                                                |
|  |                                                           |

|  | Crisocione |
|  |            |
|  | †Dusicione |
|  |            |

|  | Atelocino                                               |
|  |                                                         |
|  | \| \| Maikong \| \| \| \| \| \| Licalopecie \| \| \| \| |
|  |                                                         |
|  | Maikong                                                 |
|  |                                                         |
|  | Licalopecie                                             |
|  |                                                         |

|  | Maikong     |
|  |             |
|  | Licalopecie |
|  |             |

|  | Speoto                                                    |
|  |                                                           |
|  | \| \| Crisocione \| \| \| \| \| \| †Dusicione \| \| \| \| |
|  |                                                           |
|  | Crisocione                                                |
|  |                                                           |
|  | †Dusicione                                                |
|  |                                                           |

|  | Crisocione |
|  |            |
|  | †Dusicione |
|  |            |

|  | Atelocino                                               |
|  |                                                         |
|  | \| \| Maikong \| \| \| \| \| \| Licalopecie \| \| \| \| |
|  |                                                         |
|  | Maikong                                                 |
|  |                                                         |
|  | Licalopecie                                             |
|  |                                                         |

|  | Maikong     |
|  |             |
|  | Licalopecie |
|  |             |

|  | Speoto                                                    |
|  |                                                           |
|  | \| \| Crisocione \| \| \| \| \| \| †Dusicione \| \| \| \| |
|  |                                                           |
|  | Crisocione                                                |
|  |                                                           |
|  | †Dusicione                                                |
|  |                                                           |

|  | Crisocione |
|  |            |
|  | †Dusicione |
|  |            |

|  | Atelocino                                               |
|  |                                                         |
|  | \| \| Maikong \| \| \| \| \| \| Licalopecie \| \| \| \| |
|  |                                                         |
|  | Maikong                                                 |
|  |                                                         |
|  | Licalopecie                                             |
|  |                                                         |

|  | Maikong     |
|  |             |
|  | Licalopecie |
|  |             |

## Descrizione
Tutti i cerdocionini condividono alcune sinapomorfie distintive: l'angolo della mandibola è spesso, e la punta uncinata, presente in altri canidi, può essere assente; la cuspide posteriore del terzo premolare inferiore è ridotta o mancante; l'ipoconide e l'entoconide del primo molare inferiore sono uniti da cristidi; in alcune specie, l'osso palatino si estende oltre la fila dentaria.
Sebbene la maggior parte dei cerdocionini sia superficialmente simile alle volpi, presentano una notevole varietà di dimensioni e morfologia: il crisocione (Chrysocyon brachyurus) si distingue per gli arti lunghissimi, adattati agli habitat di prateria, e lo speoto (Speothos venaticus) presenta arti eccezionalmente brevi e un corpo compatto, adattamenti per la caccia in ambienti forestali.
La formula dentaria della maggior parte dei cerdocionini è quella tipica dei Caninae (I 3/3, C 1/1, P 4/4, M 2/3 = 42). Tuttavia, lo speoto, eccezionalmente, dispone di una dentatura ridotta con 38-40 denti.
La maggior parte dei cerdocionini è onnivora e conduce una vita solitaria, formando coppie solo durante la stagione riproduttiva. Lo speoto, invece, è un predatore ipercarnivoro che vive in gruppi sociali, un comportamento atipico per la sottotribù.

## Conservazione
Quasi tutte le specie di questa sottotribù richiederebbero un monitoraggio accurato, poiché i limiti delle loro distribuzioni e la loro abbondanza sono ancora poco conosciuti.
Il crisocione (Chrysocyon brachyurus) è classificato come specie prossima alla minaccia e si è già estinto in Uruguay. Sebbene sia formalmente protetto in Brasile e Argentina, l'applicazione delle misure di protezione è spesso inefficace, e si prevedono ulteriori declini della popolazione a causa della perdita di habitat.
L'atelocino (Atelocynus microtis) è anch'esso considerato prossimo alla minaccia, principalmente a causa della sua vulnerabilità alle malattie trasmesse dai cani domestici.
Lo speoto (Speothos venaticus) dipende dalla conservazione di habitat specifici, come zone di boscaglia e pianure, dove trova le sue prede principali.
La pseudovolpe di Darwin (Lycalopex fulvipes) è classificata come specie in pericolo critico, con una popolazione stimata di soli 250 individui, distribuiti in due gruppi isolati.
In contrasto, altre pseudovolpi e il maikong (Cerdocyon thous) sembrano essersi adattati meglio alla presenza umana, mostrando maggiore flessibilità ecologica.